# Big Time
Big Time er en dansk dokumentarfilm fra 2017 instrueret af Kaspar Astrup Schröder.

## Handling
Dokumentarfilmen er optaget over seks år og giver et unikt indblik i det kreative sind hos en af verdens mest succesrige og innovative arkitekter – Bjarke Ingels. Samtidig ser filmen nærmere på de udfordringer, som hans arbejde og liv rummer og tegner et personligt og intimt portræt af mennesket Ingels. En moderne mand, der har travlt med at forme verden, alt imens han kæmper med at skabe mening i sit eget liv.